# سد بایپازا
سد بایپازا (به لاتین: Baipaza Dam) یک سد و نیروگاه برقابی در تاجیکستان است که در Yovon, Khatlon Province واقع شده‌است.